# Кістки Землі
«Кістки Землі» (англ. Bones of the Earth) — науково-фантастичний роман американського письменника Майкла Свонвіка 2002 року.

## Сюжет
Відштовхуючись від твору, який отримав премію «Г'юго» «Скерцо з тиранозавром», «Кістки Землі» охоплюють геологічний час, не лише століття, але тисячоліття, від доісторичного минулого до далекого і невідомого майбутнього. Більшість подій роману відбувається в епоху динозаврів.
Палеонтолог Річард Лейстер досяг вершини своєї професії: посада в Смітсонівській установі та новаторський сайт копалин динозаврів, на якому він може публікувати свої власні дослідження без обмежень. Немає нічого, що могло б його зрушити з власної діяльності — поки незнайомець на ім'я Гаррі Гриффін не ввійде до кабінету Лейстера з холодильником і пропозицією роботи.
В холодильнику — голова щойно вбитого стегозавра. Гриффіну був доручений надзвичайний подарунок; неможлива технологія для людства, яка є можливістю відкрити істоти раніше невідомі. Єдина умова: не змінювати записану історію. Якщо табу порушено, договір стає недійсним.
Подорож у часі стала реальністю мільйони років до того, як це раціонально могло бути. З цим Річард Лейстер та його колеги здійснюють свої найзаповітніші фантазії. Вони вивчають динозаврів. Люди зустрічаються, потискують руки та спілкуються зі своїми молодшими чи старшими версіями на різних перехрестях у часі. Одне неправильне слово, один неправильний вчинок, може бути згубним для проекту та для світу. Завдання Гріффіна — переконатись у тому, що все, що повинно відбутися, трапляється, незалежно від того, кому судилося поранитись або померти.
І тут є доктор Гертруда Саллі — пристрасна, безстрашна і жорстоко амбітна — геніальна бунтарка в тісній спільноті «кісткових чоловіків» і жінок. По черзі, як головний конкурент Лейстера та Гріффіна, Саллі невпинно ведеться на підробку робочих механізмів природного права, зухвало відвідуючи заборонені райони, підштовхуючи парадокс до краю незалежно від того, які наслідки можуть бути. І коли вони стосуються найбільших, найжорстокіших істот, які коли-небудь жили, наслідки справді стають жахливими, в результаті чого команда «кісткових людей» на два роки потрапляє в Мезозойську еру.
Крім невдалих спроб врятувати команду від минулого, повільно щось починає відбуватися. Тимчасова механіка змінюється таким чином, що виникають два часові потоки. Перший акцентує увагу на команді, яка бореться в епоху мезозою, близько 65 мільйонів років тому. У далекому майбутньому, у тому, що буде називатися телезойською епохою, молодша версія Гертруди Саллі зустрічає старішу версію себе — ту, яка відповідала за розкол часової шкали — тепер щасливо живе в центрі нового суперконтиненту Ultima Pangea. Там вони нарешті зустрічаються з таємничими благодійниками, які насправді еволюціонували в пташиний вид, який успадкував Землю після вимирання людського роду.
Готуючись просити еволюціонерів не зупиняти цілі підприємства подорожувати в часі, Гертруда також виявляє їх очевидне захоплення людством і те, що їхній дар подорожей у часі був просто засобом для вивчення людського роду. Вона також усвідомлює труднощі у нездатності незрозумілого далеко майбутнього виду з незрозумілих причин створити глибоко небезпечну аномалію часової шкали ще в XXI столітті. Однак команда, замкнена в епосі мезозою, робить чудове відкриття.
Один з членів команди приходить до справді унікального пояснення події вимирання крейдо-палеогену. Вони вже визначили, що хижаки динозаврів займаються фермою і видобувають свою здобич, вимовляючи інфразвукові команди, які ведуть своєрідних свійських тварин на зелені пасовища. Були озвучені припущення, що міграція динозаврів може бути аналогічно контрольована піснею Землі, піснею тектонічних плит, що зміщуються в земній корі планети. І «пісня» астроблеми Чиксулуб була такою потужною, що загрожувала пісні Землі протягом десятиліття чи століття, оглушуючи динозаврів, щоб вони не могли мігрувати, змушуючи їх голодувати.
Врешті-решт, шляхом розвиненої системи було вирішено заднім числом вилучити науку про подорож у часі з людських рук, тим самим зробивши всі події до цього моменту несуттєвими. Але з попелу цього парадоксу, його заплутаності, зберігається любов до світу — глибока безкорислива любов до пізнання світу та всіх його істот.

## Нагороди
| Рік  | Нагорода                          | Результат |
| ---- | --------------------------------- | --------- |
| 2002 | «Неб'юла»                         | Номінація |
| 2003 | «Г'юго»                           | Номінація |
| 2003 | «John W. Campbell Memorial Award» | Номінація |
| 2003 | «Локус»                           | Номінація |